# Óliver Torres
Óliver Torres Muñoz (ur. 10 listopada 1994 w Navalmoral de la Mata) – hiszpański piłkarz występujący na pozycji środkowego lub ofensywnego pomocnika w klubie CF Monterrey oraz w reprezentacji Hiszpanii do lat 21.

## Kariera klubowa
Óliver dołączył do Atlético Madryt latem 2008 roku, w wieku 13 lat. Spędził cztery lata w szkółce madryckiego klubu, zanim zadebiutował w pierwszym składzie Diego Simeone. W sierpniu 2012 roku zadebiutował w meczu ligowym z Levante UD, gdy wszedł na boisko zastępując Adriána Lópeza w 64 minucie spotkania. 31 stycznia 2014 roku został wypożyczony do Villarreal CF do końca sezonu. 3 czerwca 2014 roku został wypożyczony do FC Porto na cały sezon.

## Kariera reprezentacyjna
Óliver był członkiem hiszpańskiej drużyny U-19, która wygrała mistrzostwa Europy w 2012 roku.

## Statystyki klubowe
(aktualne na dzień 25 stycznia 2024)
| Klub                 | Sezon              | Liga               | Liga  | Liga   | Puchar kraju | Puchar kraju | Puchar ligi | Puchar ligi | Europa | Europa | Inne  | Inne   | Suma  | Suma   |
| Klub                 | Sezon              | Liga               | Mecze | Bramki | Mecze        | Bramki       | Mecze       | Bramki      | Mecze  | Bramki | Mecze | Bramki | Mecze | Bramki |
| -------------------- | ------------------ | ------------------ | ----- | ------ | ------------ | ------------ | ----------- | ----------- | ------ | ------ | ----- | ------ | ----- | ------ |
| Atlético Madryt B    | 2012/13            | Segunda División B | 21    | 3      | –            | –            | –           | –           | –      | –      | –     | –      | 21    | 3      |
| Atlético Madryt      | 2012/13            | Primera División   | 8     | 0      | 2            | 0            | –           | –           | 0      | 0      | –     | –      | 10    | 0      |
| Atlético Madryt      | 2013/14            | Primera División   | 7     | 1      | 2            | 0            | –           | –           | 4      | 0      | 1     | 0      | 14    | 1      |
| Atlético Madryt      | 2015/16            | Primera División   | 21    | 0      | 5            | 0            | –           | –           | 7      | 1      | –     | –      | 33    | 1      |
| Atlético Madryt      | Ogólnie            | Ogólnie            | 36    | 1      | 9            | 0            | 0           | 0           | 11     | 1      | 1     | 0      | 57    | 2      |
| Villarreal CF (wyp.) | 2013/14            | Primera División   | 9     | 0      | 0            | 0            | –           | –           | –      | –      | –     | –      | 9     | 0      |
| FC Porto (wyp.)      | 2014/15            | Primeira Liga      | 26    | 7      | 1            | 0            | 3           | 0           | 10     | 0      | –     | –      | 40    | 7      |
| FC Porto             | 2016/17            | Primeira Liga      | 29    | 3      | 1            | 0            | 2           | 0           | 7      | 0      | –     | –      | 38    | 3      |
| FC Porto             | 2017/18            | Primeira Liga      | 19    | 0      | 4            | 0            | 2           | 0           | 2      | 0      | –     | –      | 28    | 0      |
| FC Porto             | 2018/19            | Primeira Liga      | 25    | 2      | 5            | 0            | 3           | 0           | 5      | 0      | 1     | 0      | 39    | 2      |
| FC Porto             | Ogólnie            | Ogólnie            | 99    | 12     | 11           | 0            | 10          | 0           | 25     | 0      | 1     | 0      | 146   | 12     |
| FC Sevilla           | 2019/20            | Primera División   | 28    | 3      | 4            | 2            | –           | –           | 5      | 1      | –     | –      | 37    | 6      |
| FC Sevilla           | 2020/21            | Primera División   | 33    | 0      | 6            | 0            | –           | –           | 7      | 0      | 1     | 0      | 47    | 0      |
| FC Sevilla           | 2021/22            | Primera División   | 26    | 2      | 4            | 0            | –           | –           | 8      | 0      | –     | –      | 38    | 2      |
| FC Sevilla           | 2022/23            | Primera División   | 32    | 3      | 4            | 0            | 0           | 0           | 8      | 0      | 0     | 0      | 44    | 3      |
| FC Sevilla           | 2023/24            | Primera División   | 16    | 0      | 4            | 0            | 0           | 0           | 3      | 0      | 1     | 0      | 24    | 0      |
| FC Sevilla           | Ogólnie            | Ogólnie            | 135   | 8      | 14           | 2            | 0           | 0           | 31     | 1      | 2     | 0      | 190   | 11     |
| Ogólnie w karierze   | Ogólnie w karierze | Ogólnie w karierze | 279   | 21     | 33           | 2            | 10          | 0           | 67     | 2      | 4     | 0      | 402   | 25     |

## Sukcesy
Atletico Madryt
- Mistrzostwo Hiszpanii: 2013/14
- Puchar Króla: 2012/13

Hiszpania
- Mistrzostwo Europy do lat 19: 2012